# Outlanders (manga)
Outlanders (アウトランダーズ Autorandāzu?) es una serie de manga japonesa escrita e ilustrada por Johji Manabe. La historia sigue a Kahm, la princesa heredera del Imperio interestelar Santovasku, que invade la Tierra y conoce y se enamora del fotógrafo de noticias humano Tetsuya Wakatsuki. La pareja y sus aliados pronto se ven atrapados en una guerra entre el ejército de la Tierra, las fuerzas de invasión de los Santovasku y un antiguo clan que busca venganza contra los Santovasku. Outlanders es en gran parte una serie de ópera espacial que combina aspectos de fantasía científica, romance, comedia y fan service.
Outlanders nació del deseo de Manabe de probar suerte en el género de la ópera espacial. Lo impulsaba su afición por ilustrar chicas atractivas con espadas y naves espaciales grandes y detalladas, así como su interés por las epopeyas de ciencia ficción como la trilogía original de Star Wars. Outlanders fue el primer trabajo serializado de Manabe y apareció en la revista de manga de Hakusensha Monthly ComiComi entre enero de 1985 y noviembre de 1987.
Los capítulos individuales de Outlanders fueron recopilados y vendidos como ocho volúmenes de tankōbon en Japón durante su publicación en Monthly ComiComi. La serie generó una adaptación al anime en forma de animación de video original (OVA) de Tatsunoko Production, lanzada en Japón en diciembre de 1986. El manga fue traducido al inglés por Toren Smith de Studio Proteus y licenciado en América del Norte por Dark Horse Comics a partir de 1988 como una de sus primeras propiedades de manga. El OVA recibió dos doblajes en inglés: el primero de U.S. Renditions en 1993 y el segundo de Central Park Media (CPM) en 2006. La reacción crítica al anime ha sido en gran medida mixta con respecto a su tono, animación y diseño de sonido, aunque muchos estuvieron de acuerdo en que la adaptación condensa demasiado la trama del manga.

## Trama
Outlanders comienza en el Tokio actual con la llegada de un Biomech, una nave espacial orgánica gigante que destruye fácilmente varios helicópteros de la Fuerza de Autodefensa Japonesa (JSDF). El fotógrafo de noticias Tetsuya Wakatsuki se encuentra cara a cara con la ocupante de la nave, Kahm, princesa heredera del imperio interestelar de Santovasku, tecnológicamente avanzado. Ella lo ataca, él logra defenderse y ella se retira sin su espada. El padre de Kahm, el emperador Quevas, es informado de que el "planeta sagrado" de Santovasku está infestado de humanos mientras el comandante supremo de la JSDF, Togo, se prepara para una guerra inminente con los invasores alienígenas. Battia Bureitin Rou, comandante de la flota de Santovasku y mejor amiga de Kahm, es enviada a recuperar a la princesa cuando regresa a la ciudad en busca de su espada. Durante una escaramuza con los humanos, la nave de Battia sufre graves daños, lo que activa el mecanismo de autodestrucción del Biomech. Tras encontrar su espada y a Tetsuya en su apartamento, Kahm recibe una advertencia de Battia y evacua con Tetsuya mientras todo el archipiélago japonés se vaporiza. Mientras tanto, la jefa de Tetsuya, Aki Okazawa, es llevada a Siberia por la JSDF. Allí conoce a Neo, el superior de Togo y el líder de la organización política mundial secreta conocida como el Gabinete en la Sombra. Él expone que millones de años antes la Tierra era la sede del Imperio Ra, desgarrado en una guerra civil entre dos beligerantes: el Clan Yoma y los progenitores del actual Imperio Santovasku. Neo, un Yoma sobreviviente de este conflicto, le dice a Aki que su cuerpo alberga el espíritu de la bruja Yoma Jilehr Maruda y que desea utilizar su inmenso poder para vengarse de los Santovasku. Poco después, Quevas da la orden de exterminar toda vida humana, lo que provoca que el imperio bombardee grandes porciones de Europa. Neo despierta a Jilehr dentro de Aki y el pelotón atacante es aniquilado instantáneamente por su magia.
Tetsuya se entera del destino de Japón y obliga a Kahm a devolverlo a la Tierra. Los dos aterrizan de emergencia en Alemania y conocen a la carroñera Raisa Vogel. Evitan ser capturados por las tropas alemanas y Raisa se separa por su cuenta. Kahm y Tetsuya discuten casarse para crear una alianza diplomática entre los humanos y Santovasku. La pareja se reúne con los sirvientes de la tribu Nuba de Kahm, usan el comunicador de su nave estrellada para solicitar la extracción y establecen un curso hacia el mundo imperial de Santovasku. Battia se une a ellos. Kahm le dice que está denunciando la intención de su padre de arreglar su matrimonio para producir un heredero real y se está casando estratégicamente con Tetsuya para detener la guerra. Una vez que llegan y exponen su caso, Quevas, poco convencido, hace arrestar a Tetsuya y lo sentencia a muerte, luego pone a Kahm bajo arresto domiciliario. Con la ayuda de Battia y los Nuba, logran escapar y dirigirse a la Tierra nuevamente con la esperanza de obtener el apoyo de su ejército para luchar contra el imperio. Al darse cuenta de que su afecto mutuo ha crecido, Kahm y Tetsuya aún tienen la intención de casarse. Al llegar a la órbita de la Tierra, Kahm le ruega a Geobaldi, afiliado del imperio, que se una a sus esfuerzos, lo que hace después de un duelo con Tetsuya. Neo continúa preparando a Jilehr para vengarse de los Santovasku. Togo, ahora el jefe de las fuerzas armadas globales de la Tierra, conspira contra los Yoma para que la humanidad sea la única que triunfe y así poder lograr sus propias ambiciones de conquista galáctica.
Los rebeldes aterrizan en la Tierra, se reúnen con Raisa y tienen breves conversaciones diplomáticas con Togo antes de irse. Togo luego hace que Neo sea abatido a tiros e inicia la Operación Fénix. Esto revela que la luna de la Tierra es una enorme arma llamada Dola, que fue construida por el Imperio Ra hace eones. Raisa y Aki se unen a los rebeldes y participan en la boda de Kahm y Tetsuya. Las festividades se interrumpen cuando Quevas envía un grupo del ejército imperial a su ubicación para destruir la Tierra por el continuo desafío de Kahm. Se produce una gran batalla entre el escuadrón Santovasku y el rebelde. Aki se convierte en Jilehr una vez más y toma el control de las naves rebeldes mientras Togo da la orden de que Dola ataque las líneas del frente del campo de batalla. Un porcentaje sustancial de la flota Santovasku es derrotado, pero mientras el equipo de Togo celebra, reciben una llamada burlona de Jilehr. Al darse cuenta de que la hechicera sobrevivió a la explosión inicial, Togo exige desesperadamente que otro la elimine. Sin embargo, los humanos pierden el control de la antigua arma ante Jilehr, quien la pone en rumbo de colisión con la Tierra. Después de proclamar desesperadamente sus aspiraciones de gobernar la galaxia, el egoísta Togo es asesinado por uno de sus oficiales justo cuando Dola y el planeta impactan, acaban con la humanidad.
Los protagonistas descubren que se han teletransportado a las afueras del planeta imperial Santovasku. Jilehr se muestra de nuevo, esta vez rodeada de los fantasmas vengativos del Clan Yoma. Jilehr hace que los Biomechs rebeldes disparen en el planeta, lo que incita a Quevas a enfrentarse a ella en una feroz batalla de magia. Antes de que los espíritus Yoma sucumban a las abrumadoras habilidades del emperador, Aki se libera del control de Jilehr y muere. Posteriormente, Quevas aparece a bordo de la nave espacial de Kahm. Revela que su plan inicial para recuperar la Tierra era asegurar la erradicación de los Yoma. Luego se teletransporta con su hija al palacio imperial del planeta. Con Jilehr desaparecido, los rebeldes recuperan el control de sus naves de guerra y rompen las defensas del planeta para rescatar a Kahm una vez más. Battia, Geobaldi y Raisa sacrifican sus vidas para que Tetsuya pueda llegar al palacio. Tetsuya se dirige a la sala del trono real y se enfrenta a un Kahm hostil. Sin recordar a su marido debido a la influencia del control mental de su padre, ataca a Tetsuya solo para recuperar la cordura momentos después. Una confrontación final entre Quevas y Kahm termina con la princesa hiriendo fatalmente al emperador con una puñalada de espada. Su muerte trae consigo la destrucción del planeta imperial y del Imperio Santovasku. Kahm y Tetsuya logran partir con los Nuba justo cuando el planeta explota. Tres años después, se han establecido felizmente en el pacífico planeta Ekoda. Ahora, con hijas quintillizas y un hijo, Kahm y Tetsuya reciben la visita de las almas de sus amigos fallecidos durante un festival anual.

## Personajes

### Protagonistas
Tetsuya Wakatsuki (若槻哲也 Wakatsuki Tetsuya?)
El protagonista humano principal, un joven fotógrafo de la agencia de prensa Toa News, es un hombre tímido y cohibido que, en un principio, va adquiriendo valor y fuerza de voluntad durante la guerra, sobre todo cuando se enamora de Kahm y se une a la lucha contra el Imperio Santovasku.
Princesa Kahm (カーム Kāmu?)
La protagonista extraterrestre de la historia y la impulsiva princesa heredera del Imperio Santovasku. Originalmente llegó a la Tierra para escapar de su vida confinada en el palacio imperial y encontrar aventura y emoción en la batalla. Después de intentar matar a Tetsuya, se enamora de él, lo que la obliga a ayudarlo a defender la Tierra contra las depredaciones de su padre.
Battia Bureitin Rou (バティア・ブレイティン・ロウ Batia Bureitin Rō?)
Una oficial catgirl del Imperio Santovasku, cuidadora y mejor amiga de Kahm, y amante de Geobaldi. Es una espadachina de extraordinaria habilidad. Muere durante el asalto de Tetsuya al palacio imperial para rescatar a Kahm de su padre, aunque su espíritu regresa en el epílogo del manga como parte de una festividad especial (en la que a los vivos se les permite pasar un día al año con sus queridos amigos y familiares fallecidos) en el planeta en el que se han establecido Tetsuya y Kahm.
Geobaldi (ゲオバルディ Geobarudi?)
Un soldado inmensamente fuerte y miembro de los Gadom, un pueblo primitivo de hombres oso que fue prácticamente erradicado por el Imperio Santovasku. Los pocos sobrevivientes fueron reclutados como carne de cañón para las fuerzas imperiales; Geobaldi ha ascendido al rango de comandante de sus fuerzas. Después de poner a prueba el coraje de Tetsuya en un duelo, queda tan impresionado por él que se vuelve contra el imperio. Es asesinado durante el ataque final al palacio imperial, pero regresa como un espíritu en el epílogo de la historia.
Aki Okazawa (岡沢亜紀 Okazawa Aki?) / Jilehr Maruda (マルダーギレ Marudā Gire?)
Una reportera de Toa News y la jefa de Tetsuya. Una personalidad muy temperamental y obstinada, Neo la usa como un recipiente para resucitar a la bruja Santovaskuan muerta Jilehr Maruda, quien se reencarnó en ella, como su arma de venganza contra el imperio. A pesar de su naturaleza mandona, se preocupa profundamente por Tetsuya, y es este afecto lo que le permite deshacerse del espíritu de Jilehr, aunque la tensión la mata. Al igual que Battia y Geobaldi, aparece nuevamente como un espíritu en el capítulo del epílogo del manga.
Raisa Vogel (ライザ・フォーゲル Raiza Fōgeru?)
Una joven alemana que perdió a su familia durante la primera ola de la invasión de Santovasku, se encuentra con Tetsuya y Kahm cuando la princesa alienígena lo devuelve por primera vez a la Tierra. Debido a que se enamora de Tetsuya, y debido a su odio por los invasores alienígenas, ella y Kahm inicialmente se convierten en rivales, pero Raisa finalmente termina ayudándolos en su lucha contra el imperio. Ella muere durante la misión final para rescatar a Kahm de su padre, pero regresa como un espíritu en el epílogo del manga.
Nao (ナオ Nao?)
El líder de los fieles sirvientes de Kahm, la Tribu Nuba, un clan de humanoides reptiles enanos.
Momo (メメ Momo?)
La esposa de Nao.
Megane (メーガネ Mēgane?)
Un miembro con gafas del clan de sirvientes de Nao que se enamora no correspondido de Raisa.

### Antagonistas
Emperador Quevas (クェイヴァス皇帝 Ku~eivu~asu kōtei?)
El gobernante supremo del Imperio Santovasku. Es el padre cariñoso pero autoritario de Kahm, y despiadado hasta el extremo, incluso recurre al control mental para que ella vuelva a su lado. Inicia la invasión de la Tierra con el único fin de erradicar a Neo, el último superviviente del Clan Yoma que supone una amenaza para su vida. Cuando Tetsuya invade el palacio imperial para rescatar a Kahm, y ella lo ve herido, se libera del control mental y hiere mortalmente a su padre, lo que desencadena la destrucción total del imperio.
Togo (東郷 Togo?)
El comandante supremo de las Fuerza de Autodefensa de Japón. En la superficie, el líder de las defensas de la Tierra contra los alienígenas, en realidad es un miembro del Gabinete en la Sombra, un pequeño grupo de habitantes de la Tierra que conocen los orígenes de Neo y trabajan de la mano con sus objetivos de destruir el imperio. Sin embargo, en secreto planea tomar el control de la Tierra para sí mismo, manipulando a Giru e incluso a Jilehr para este fin; pero Jilehr, que no está dispuesto a ser dominado, finalmente se vuelve contra él. Justo antes de que Jilehr acabe con el resto de la humanidad al hacer que la Luna se estrelle contra la Tierra, Togo es asesinado por uno de sus subordinados cuando su megalomanía se convierte en una crueldad desesperada.
Neo (ネオ Neo?)
Un antiguo hechicero del clan alienígena Yoma que se ha mantenido con vida durante siglos con el uso de máquinas de soporte vital. Decidido a vengarse del Imperio Santovasku por desterrar a su clan, se ha aliado con las autoridades de la Tierra y, al comienzo de la invasión Santovasku, resucita a Jilehr en el cuerpo de Aki como su arma de venganza. Finalmente, es traicionado por su familiar Giru y asesinado por su aliado humano Togo.
Masato Hagiwara (萩原 Hagiwara Masato?) / Giru (ギル Giru?)
Capitán de la JSDF y exnovio de Aki, en realidad es el familiar de Neo, un cuervo dotado de sensibilidad y capacidad de hablar que fue transformado temporalmente en humano. Aún enamorado de Aki y, por lo tanto, colaborador renuente en el plan de Neo, finalmente lo traiciona y se presenta ante Togo y, posteriormente, es asesinado por el general una vez que ha cumplido su propósito.
Gelvas (ゲルバス Gerubasu?)
El obispo principal del Imperio Santovasku. Aunque es leal al emperador, es un hombre mucho más sensato y comprensivo con la relación entre Kahm y Tetsuya. Se queda atrás y muere cuando el mundo natal imperial se autodestruye tras la muerte del emperador.
Progresso (プログレス Puroguresu?)
Primer oficial y almirante del Imperio Santovasku. Se le encomienda la misión de exterminar a la humanidad después de que el emperador releve a Battia del mando. Muere durante un asalto a Europa cuando Jilehr usa su magia para destruir su flota de naves nodrizas.

### Reparto de voces de OVA
| Personaje             | Actor          | Actor                                       | Actor                              |
| Personaje             | Japonés        | Inglés                                      | Inglés                             |
| Personaje             | Japonés        | U.S. Renditions                             | Central Park Media                 |
| --------------------- | -------------- | ------------------------------------------- | ---------------------------------- |
| Tetsuya Wakatsuki     | Mitsuo Iwata   | Tom Fahn (como Tom Charles)                 | Sean Schemmel                      |
| Princesa Kahm         | Fumi Hirano    | Trish Ledoux                                | Liza Kaplan (como Liza Jacqueline) |
| Battia Braytin Law    | Mari Yokoo     | Dorothy Elias-Fahn                          | Rebecca Soler                      |
| Emperador Quevas XIII | Takashi Toyama | Doug Stone                                  | Jay Snyder (como Dan Green)        |
| Geobaldi              | Kenji Utsumi   | Kevin Seymour (como Dougary Grant)          | Sean Schemmel                      |
| Momo                  | Mika Doi       | Dorothy Elias-Fahn (como Dorothy Melendrez) | Erica Schroeder                    |
| Nao                   | Akira Kamiya   | Gary Dubin                                  | Oliver Wyman (como Pete Zarustica) |
| Progresso             | Miko Terashima | Steve Bulen                                 | Oliver Wyman (como Pete Zarustica) |

## Producción
Outlanders fue escrita e ilustrada por Johji Manabe. Ya en la secundaria, creaba arte de fantasía y ciencia ficción, incluyendo hermosas chicas con espadas y naves espaciales grandes y muy detalladas. "Outlanders" comenzó como un proyecto mientras estaba en la escuela vocacional. Durante su estancia, Manabe envió algunos de sus trabajos de manga a la editorial Hakusensha, con sede en Tokio. Una de sus historias apareció en el concurso de lectores de la revista Monthly ComiComi en 1984 y Outlanders comenzó a publicarse en la misma publicación un año después. "Outlanders" debutó en el número de enero de 1985.
Manabe sintió que había tenido tiempo suficiente para conceptualizar y enmarcar la narrativa. Outlanders fue su primer intento de ópera espacial, un género del que había sido fanático durante mucho tiempo. El autor se inspiró en numerosas propiedades de ciencia ficción, específicamente la Trilogía de Star Wars original, la serie Lensman y Flash Gordon. His editors requested "an action story full of monsters, mayhem, and destruction." Esto se refleja en parte en los primeros capítulos del manga, que muestran mucha más violencia que el resto. Sin embargo, como a Manabe no le gustaban mucho los monstruos, se comprometió a crear naves de guerra biomecánicas vivientes. Inicialmente no planeó que las naves fueran organismos biológicos. Por ejemplo, un acorazado imperial comenzó como una nave espacial Macross alterada antes de que varios rediseños le dieran una apariencia cada vez más orgánica. Manabe simplificó la escritura de la trama como una guerra entre la Tierra y el Imperio Santovasku que terminaría con un ganador y un perdedor, pero tuvo algunas dificultades para lograr que los conflictos dentro de cada facción "encajaran". En cuanto a los personajes, a Manabe le resultó difícil desarrollar la compleja personalidad de cada uno, por lo que "prácticamente les dejó hacer lo que quisieran" y "decidió que podían desempeñar sus propios papeles como quisieran". Kahm fue el primer personaje que Manabe propuso a los editores, basando su diseño artístico en un boceto de sus días en la escuela de diseño. Como carecía de experiencia en diseño de ropa antes de "Outlanders", comentó que "vestir a los personajes y al ejército de Santovasku fue una verdadera pesadilla".
En algún momento durante la serialización de Outlanders, Manabe se mudó a Tokio, abrió su propio estudio de manga y contrató a asistentes de mangaka a tiempo completo para que se concentraran más en su producción. A lo largo de su carrera, escribió varias historias relacionadas ambientadas en el universo de Outlanders. Un capítulo de precuela titulado The Key of Graciale (グラシェールの鍵 Gurashēru no Kagi?) apareció en la edición de enero de 1986 de "Monthly ComiComi". Outlanders fue adaptado a un anime OVA por Tatsunoko Production para un lanzamiento en diciembre de 1986. Fue dirigida por Katsuhisa Yamada; fue escrita por Kenji Terada y Sukehiro Tomita; y contó con música compuesta por Kei Wakakusa. El anime condensa aproximadamente la primera mitad del manga en un solo episodio de 48 minutos. Manabe detestaba el OVA, consideraba que su personal era incompetente y sentía que las escenas "ecchi" sexualmente explícitas eran demasiado utilizadas. Manabe originalmente planeó que "Outlanders" tuviera una extensión de unos diez volúmenes "tankōbon" de capítulos recopilados. Perdió su motivación antes de que esto pudiera ocurrir, culpando parcialmente a la adaptación al anime y afirmando que su relación con la editorial se deterioró después del lanzamiento del OVA. "Outlanders" finalizó su serialización en el número de noviembre de 1987 de "Monthly ComiComi". El lanzamiento del octavo volumen del manga por parte de Hakusensha sería el último. Poco después se llegó a un acuerdo para lanzar una edición aizōban del manga y las tensiones entre Manabe y Hakusensha finalmente se calmaron.

### Localización
El manga "Outlanders" fue licenciado en Estados Unidos y Canadá por Dark Horse Comics como uno de los primeros lanzamientos de manga de la compañía. Dark Horse no pudo adquirir los derechos de Akira, por lo que se decidió por Outlanders como segunda opción. El traductor Toren Smith presentó la licencia al editor en la Comic-Con de San Diego de 1988. Smith había ayudado a ser pionero en la venta de manga fuera de Japón al convencer a los minoristas para que lo publicaran en números mensuales que pudieran leerse en el formato de izquierda a derecha al que estaban acostumbrados muchos lectores ingleses. Dark Horse se asoció con el Studio Proteus de Smith a principios de ese mismo año para traducir "Outlanders" al inglés y publicarlo en su totalidad. A diferencia de traductores como Viz Media, Studio Proteus era un contratista independiente que negoció y obtuvo los derechos del manga para múltiples editores, convirtiendo efectivamente al grupo de Smith en un "coeditor" de "Outlanders". Smith le dijo a "Amazing Heroes" en 1990 que "Outlanders" era su manga favorito para trabajar y leer. El escritor y artista de Dark Horse Chris Warner realizó trabajos editoriales a tiempo parcial en la versión en inglés de la serie a partir de su primer capítulo. El propio Manabe se involucró en la localización rediseñando algunos de los paneles anteriores para que estuvieran más en línea con el resto de la historia. Con el lanzamiento de la versión extranjera del manga, Manabe lamentó parte de su producción al afirmar: "Algún día, si tengo la oportunidad, me gustaría escribir "Outlanders II" y hacerlo bien. O tal vez escribir una continuación, una historia de los años de posguerra". En 1996, Manabe escribió un capítulo corto titulado "La familia Kahm en casa", que muestra un álbum de fotografías de Kahm, Tetsuya y sus hijos en los años posteriores a la conclusión de la serie. Esta historia apareció en el tercer número de la miniserie antológica "A Decade of Dark Horse".
El OVA fue licenciado para distribución en Norteamérica por Dark Image Entertainment (una división de U.S. Renditions) y doblado al inglés por L.A. Hero Inc. (Animaze) en 1993. El doblaje fue dirigido por Kevin Seymour (como Jenny Haniver) y traducido por Trish Ledoux, quien también prestó su voz al protagonista Kahm. Este fue el primer papel importante de Ledoux como actriz de voz después de haber interpretado solo un papel menor en la película Macross II. Posteriormente, CPM adquirió los derechos del anime con un lanzamiento en DVD previsto para el verano de 2005. Sin embargo, se retrasó cuando la compañía decidió volver a doblar el OVA. Se realizó una encuesta entre los fans entre el 23 y el 28 de septiembre de ese año para elegir a los actores de doblaje de los cuatro protagonistas principales. La encuesta terminó con más de 20,000 votos y los fanáticos seleccionaron a Liza Jacqueline para interpretar a Kahm, a Rebecca Soler para interpretar a Battia y a Sean Schemmel para interpretar a Tetsuya y Geobaldi.

## Medios

### Manga
Outlanders fue serializada en la revista japonesa Monthly ComiComi por la editorial Hakusensha entre sus números de enero de 1985 y noviembre de 1987. Los capítulos serializados individuales, junto con las historias de manga relacionadas de Manabe, se recopilaron en un total de ocho libros tankōbon y se lanzaron entre junio de 1985 y noviembre de 1987. Una edición aizōban (de lujo) que constaba de dos volúmenes se lanzó entre julio y agosto de 1989. Finalmente, una versión bunkoban (del tamaño de una novela) que constaba de cuatro volúmenes se lanzó entre diciembre de 2000 y marzo de 2001. La historia precuela La Llave de Graciale fue publicada por Hakusensha como su propio tankōbon homónimo en abril de 1987 junto con otras obras one-shot de Manabe. El 12 de noviembre de 2018, Goma Books comenzó a distribuir los ocho volúmenes originales del manga "Outlanders" para su venta digitalmente en librerías electrónicas japonesas, incluidas Kindle Store, Apple Books y Google Play Books.
En América del Norte, Dark Horse Comics publicó 33 capítulos individuales como números de cómic cada mes desde diciembre de 1988 hasta septiembre de 1991. Posteriormente se publicaron tres números adicionales: la historia antes mencionada La llave de Graciale como "Número 0" en marzo de 1992; un número "especial" que contenía una historia precuela titulada La perdición de Battia en marzo de 1993; y un capítulo "epílogo" en marzo de 1994. Los capítulos también se compilaron en ocho novelas gráficas de bolsillo y se publicaron entre diciembre de 1989 y febrero de 2000. Outlanders fue el primer manga de Dark Horse impreso en forma de novela gráfica. A lo largo de la década de 1990, "Outlanders" obtuvo licencia para su lanzamiento en países europeos, incluidos Dark Horse Comics en Francia, Planeta DeAgostini en España y Granata Press en Italia.

#### Volúmenes
| N.º | Título | Fecha de lanzamiento | ISBN original |
| --- | ------ | -------------------- | ------------- |
| 1   |        | Junio de 1985        | 4-59213-053-7 |
| 2   |        | Septiembre de 1985   | 4-59213-053-7 |
| 3   |        | Enero de 1986        | 4-59213-073-1 |
| 4   |        | Mayo de 1986         | 4-59213-086-3 |
| 5   |        | Noviembre de 1986    | 4-59213-525-3 |
| 6   |        | Mayo de 1987         | 4-59213-525-3 |
| 7   |        | Octubre de 1987      | 4-59213-527-X |
| 8   |        | Noviembre de 1987    | 4-59213-528-8 |

### OVA
La adaptación al anime OVA de Outlanders de Tatsunoko Production se lanzó en Japón en VHS, Betamax y LaserDisc el 16 de diciembre de 1986. El OVA en inglés de Dark Image Entertainment se lanzó en VHS en América del Norte el 1 de septiembre de 1993. CPM lanzó una edición en DVD del 20° aniversario del segundo doblaje en inglés bajo su sello US Manga Corps el 7 de febrero de 2006.

### Música
La banda sonora del OVA del anime fue lanzada por Victor Musical Industries en CD, casete y vinilo el 21 de noviembre de 1986. Incluía 19 temas, incluidas dos canciones vocales: "Sutekina Koto ni Shimasen ka" (ステキなことにしませんか Something Wonderful?) interpretada por N&M y "Hoshi no Hitomi" (星の瞳 Starry Eyes?) interpretada por NA'MON. Víctor lanzó las dos canciones como sencillo de vinilo ese mismo año.

### Videojuego
El videojuego "Outlanders" fue desarrollado y publicado por Victor para la Nintendo Famicom en Japón el 4 de diciembre de 1987. Es un juego de rol de acción en el que el jugador toma el control del protagonista Tetsuya en una misión para rescatar a la Princesa Kahm. Ha recibido malas puntuaciones de crítica. Cross Media Soft desarrolló una versión para la serie NEC PC-8801 y Victor la lanzó en abril de 1988.

### Otros productos
Una guía sobre el OVA titulada Outlanders Film Book (アウトランダーズ・フィルムブック?) fue publicado por Movic el 28 de febrero de 1987. Una guía de estrategia para el videojuego fue publicada por Tokuma Shoten el 30 de diciembre de 1987. Un libro titulado Johji Manabe Illustration Collection (真鍋譲治イラスト集　至悦至極?) que contiene ilustraciones de Outlanders fue lanzado por Gakken el 12 de diciembre de 1996. Manabe y su estudio también han creado varios hentai de su propio trabajo y doujinshi eróticos de otros animes y mangas bajo el sello Ura Outlanders (裏アウトランダーズ?). Se han vendido calendarios, carteles, kits de garaje y otros productos relacionados con "Outlanders".

## Recepción
Aunque las cifras de ventas y circulación impresa no se han hecho públicas, "Outlanders" disfrutó de un éxito comercial en Japón hasta tal punto que el autor Johji Manabe pudo abrir su propio estudio y emplear asistentes durante su publicación. En 1992, el editor de manga de Dark Horse, John Weeks, describió la localización en inglés de "Outlanders" como "muy exitosa". Jason Thompson criticó la serie en Manga: The Complete Guide como "una aventura épica que abarca muchas estrellas y que gradualmente se transforma en una historia de amor empalagosa". Le impresionaron las elecciones creativas que hizo Manabe con sus elementos de acción y ciencia ficción al principio del manga, pero no le gustó cómo la serie se centró cada vez más en la subtrama romántica en evolución entre sus dos protagonistas principales.
El VHS "Outlanders" de Dark Image Entertainment fue el tercer anime más vendido durante el mes de noviembre de 1993 según Capital City Distribution. La crítica ha recibido el OVA de Outlanders de forma mixta. Los críticos han considerado la trama como una epopeya de ciencia ficción estándar pero desenfadada con grandes dosis de fan service y un uso informal de la violencia gráfica, aunque las opiniones sobre su ejecución han variado. Los autores de The Anime Encyclopedia, Jonathan Clements y Helen McCarthy, han considerado que la historia presentaba "un encanto considerable a pesar de un cociente de violencia bastante alto". Theron Martin, colaborador de Anime News Network, lo señaló como "bastante más sexy y violento que lo normal" y "un entretenimiento divertido que no se preocupa por cuestiones importantes como la originalidad, la cohesión o la lógica". El escritor de Animefringe, Joseph Luscik, elogió la variedad de comedia y entretenimiento del anime a pesar de su corta duración y que "no puede considerarse una obra maestra del género". Samuel Arbogast de T.H.E.M. Anime Reviews fue mucho más negativo y señaló: "No hay suficiente violencia para apaciguar a los aficionados a las masacres, no hay romance para apaciguar a los románticos y no hay nada más allá de una desnudez bastante inútil para apaciguar a los pervertidos". Tanto Martin como Arbogast se opusieron a la naturaleza condensada de la narrativa del OVA y a su ritmo rápido, afirmando que el conocimiento del manga sería un prerrequisito para disfrutarlo o comprenderlo. Martin resumió: "La falta de una explicación adecuada de varios elementos clave de la historia también sugiere que fue hecho específicamente para los fanáticos del manga, ya que los recién llegados a la franquicia se quedarán rascándose la cabeza por ciertos eventos". Arbogast afirmó que la trama de "Outlanders" es un plagio de la serie de manga y anime "Urusei Yatsura", que también se centra en el romance entre un hombre humano lascivo y una mujer alienígena escasamente vestida que comienza cuando la raza de esta última intenta invadir la Tierra. Clements y McCarthy simplemente vieron estas similitudes como "guiños afectuosos". Arbogast calificó a los personajes de "muy deficientes" y fue particularmente crítico con sus dos protagonistas, Tetsuya y Kahm, quienes se enamoran pero "no tienen nada en común excepto que ambos son jóvenes y estúpidos". Luscik vio la atracción mutua entre los protagonistas como refrescante en contraste con el afecto unilateral encontrado en otros animes.
Las opiniones sobre los aspectos técnicos del OVA de Outlanders también fueron variadas. Si bien Martin consideró que el estilo artístico y los diseños de los personajes eran típicos de su lanzamiento a mediados de la década de 1980, encontró fallas en la animación. Afirmó que su baja velocidad de cuadros hacía que muchos de los movimientos fueran "torpes" y destacó: "La acción está lo suficientemente bien escenificada como para que el efecto visual sea aceptable siempre que uno no se detenga en los detalles, pero este no es un título que vaya a ganar ningún premio técnico". Arbogast elogió el arte de fondo como "bien detallado", pero consideró que la animación era pobre en general, particularmente sus secuencias de lucha y escenas que involucraban desnudez, conjeturando que sería inexcusable si se hubiera lanzado solo unos años después. El crítico tampoco quedó impresionado con el diseño de sonido, incluida la música de fondo, el tema vocal final y la actuación de voz para el doblaje en inglés de L.A. Hero. Martin comentó sobre el tema final como un "número de rock con mucha guitarra, típico de las tendencias musicales de los años 80" y su banda sonora de fondo como apropiadamente inspirada en los medios de ciencia ficción estadounidenses como "Star Trek". Tanto Martin como Luscik elogiaron el talento y la interpretación de los actores de doblaje de CPM y reconocieron que el hecho de que el licenciante permitiera a los fanáticos elegir a los actores de doblaje por votación probablemente frenaría la mayoría de las críticas sobre su casting. Sin embargo, Martin degradó la parte de doblaje de su reseña debido a que el nuevo guion altera el significado de ciertas líneas del diálogo japonés y agrega otras innecesariamente para lograr un efecto cómico. Por el contrario, Luscik valoró estos cambios y afirmó: "No habrá ninguna queja aquí, ya que pasas la mayor parte de la película riéndose del ingenioso guión".